# Cantó de Bischheim
El cantó de Bischheim (alsacià Kanton Bísche) és una antiga divisió administrativa francesa que estava situada al departament del Baix Rin i a la regió del Gran Est.
Va desaparèixer al 2015 i el seu territori es va dividir entre el cantó de Hœnheim i el cantó de Schiltigheim.

## Composició
El cantó de Bischheim aplegava 2 comunes :
| Nom alsacià | Nom francès | Nom alemany |
| Bísche      | Bischheim   | Bischheim   |
| Heene       | Hœnheim     | Hönheim     |

## Història
| Data d'elecció | Identitat          | Partit       | Qualitat |
| -------------- | ------------------ | ------------ | -------- |
| 2001-          | André Klein-Mosser | UMP i aliats |          |